# Морильяс, Альберто
Альбе́рто Мори́льяс (англ. Alberto Morillas;род. 1950 года) — испанский парфюмер. Он является ведущим парфюмером в швейцарской фирме «Firmenich», Морильяс создал такие знаменитые ароматы, как «Calvin Klein CK One», «Giorgio Armani Acqua di Giò» , «Marc Jacobs Daisy» и «Versace Bright Crystal».

## Биография
Морильяс родился в 1950 году в Севилье, Испания, в возрасте десяти лет переехал в Швейцарию. Он учился в течение двух лет в школе Ecole des Beaux Arts в Женеве.
Морильяс начал работать в парфюмерии в 20 лет. Его вдохновила статья Vogue о французском парфюмере Жан-Поле Герлене. В 1970 году он присоединился к швейцарской парфюмерной фирме «Firmenich»  и создал около 7000 ароматов. Самым первым его творением является аромат «Must de Cartier» — первый аромат ювелирной компании Cartier.
Среди известных творений Морильяса - «CK One», разработанный совместно с Гарри Фремонтом в 1994 году для модного бренда Calvin Klein. В середине 1990-х годовой объём продаж аромата «CK One» составлял около 90 миллионов долларов США, а в 2007 году — 30 миллионов долларов. На сайте Perfumes: The Guide биофизик, Лука Турин оценил «CK One» в четыре из пяти звезд, описав его как «сияющий цитрус», который сочетает в себе мыльные, свежие верхние ноты с сердечными и базовыми нотами одновременно. Его так же называют первым ароматом в стиле «унисекс».
В 1997 году Морильяс и его супруга Клод разработали линию ароматических свечей под названием «Mizensir», которая насчитывает около 80 видов. В 2015 году  он расширил бренд, включив в него 17 духов. В сотрудничестве с «Penhaligon's», Морильяс владеет салоном парфюмерии в универмаге Harrods в Лондоне.
В 2003 году Морильяс выиграл премию Франсуа Коти.

## Ароматы
- Calvin Klein CK One (1994 год)[2]
- Estée Lauder Pleasures (1995)[1][11]
- Givenchy Pi (1998 год)
- Giorgio Armani Acqua di Gio (1996 год)[2]
- Giorgio Armani Acqua di Gio Pour Homme[12]
- Kenzo Flower (2000 год)[13][14]
- Tommy Hilfiger Tommy[4][15]
- Marc Jacobs Daisy (2007 год)[3][16]
- Valentino Valentina (2011 год)[2]
- Versace Pour Homme (2008 год)
- Versace Bright Crystal (2006 год)
- Gucci Bloom [17]
- Gucci Bloom Acqua di Fiori (2018 год)[18]
- Gucci Bloom Nettare di Fiori[3]
- Gucci Guilty Absolute[19]
- Gucci Guilty Absolute Pour Femme[20]
- Titan Skinn[21]
- Eric Buterbaugh Apollo Hyacinth (2015 год)[22]
- Eric Buterbaugh Fragile Violet (2015 год)[23]
- Eric Buterbaugh Kingston Osmanthus (2016 год)[23]
- Bulgari Omnia (2003 год)[24]
- Bulgari Goldea (2017 год)[25]
- Bulgari Man Wood Essence (2018 год)[26]
- Bulgari Omnia Pink Sapphire (2018 год)[27]
- By Kilian Good Girl Gone Bad (2012 год)[28]
- By Kilian Good Girl Gone Bad Extreme (2017 год)[29]
- By Kilian Musk Oud[30]
- Le Labo Vanille 44[31]
- Mizensir Bois De Mysore[1]
- Mizensir L'Envers Du Paradis[1]
- Mizensir Little Bianca[1]
- Mizensir Sweet Praline[4]
- Mizensir Vanilla Bergamot[4]
- Mizensir Eau De Gingembre[4]
- Must de Cartier (1975 год)[4]
- Penhaligon's Iris Prima (2013 год)[32]
- Thierry Mugler Cologne[33][34]
- Zara Home Aqua Bergamota (2016 год)[35]
- Zara Home Evitorial Twist (2016 год)[35]